# Leiothlypis virginiae
A Leiothlypis virginiae a madarak osztályának verébalakúak (Passeriformes) rendjébe és az újvilági poszátafélék (Parulidae) családjába tartozó faj.

## Rendszerezése
A fajt Spencer Fullerton Baird amerikai ornitológus írta le 1860-ban, a Helminthophaga nembe Helminthophaga virginiae néven. Sorolták a Vermivora nembe Vermivora virginiae néven és az Oreothlypis nembe Oreothlypis virginiae néven is.

## Előfordulása
Kanada, az Amerikai Egyesült Államok, Mexikó, a Bahama-szigetek és Guatemala területén honos. Természetes élőhelyei a szubtrópusi és trópusi hegyi esőerdők és magaslati cserjések. Vonuló faj.

## Megjelenése
Testhossza 12 centiméter.

## Természetvédelmi helyzete
Az elterjedési területe nagyon nagy, egyedszáma ugyan csökken, de még nem éri el a kritikus szintet. A Természetvédelmi Világszövetség Vörös listáján nem fenyegetett fajként szerepel.